# Uładzimir Żbanau
Uładzimir Iwanawicz Żbanau (biał. Уладзімір Іванавіч Жбанаў, ros. Владимир Иванович Жбанов), Władimir Iwanowicz Żbanow; ur. 26 stycznia 1954 w Mińsku, zm. 16 stycznia 2012) – białoruski rzeźbiarz, autor licznych rzeźb w przestrzeniach publicznych Mińska, Mołodeczna i Mohylewa.

## Życiorys
Urodził się 26 stycznia 1954 roku w Mińsku, w Białoruskiej SRR, ZSRR. Jego ojciec był wojskowym, matka pracowała w wojskowej komendzie uzupełnień (WKU). W młodości zamierzał zostać aktorem filmowo-teatralnym, jednak ponieważ matka była temu przeciwna, wybrał rzeźbę.
W 1973 roku ukończył Mińskie Technikum Artystyczne im. Glebowa, a w 1979 roku – studia na Wydziale Artystycznym Białoruskiego Państwowego Instytutu Teatralno-Artystycznego o specjalności rzeźba.
Po ukończeniu instytutu miał obowiązek odbyć roczną służbę wojskową w szeregach Armii Radzieckiej. Mimo starań ojca, by odbył ją w Witebsku, skierowany został do Afganistanu, gdzie przez rok brał udział w radzieckiej interwencji w tym kraju.
Po opuszczeniu wojska ukończył w 1983 roku trzyletnie warsztaty twórcze Akademii Sztuki ZSRR. W latach 1985–1999 pracował jako wykładowca wyższej kategorii w Mińskim Technikum Artystycznym im. Glebowa. Od 1993 roku należał do Białoruskiego Związku Artystów. W styczniu 2012 roku znalazł się na oddziale reanimacyjnym, gdzie przebywał kilka dni. Zmarł 16 stycznia o godzinie 13.

## Twórczość
Uładzimir Żbanau jest autorem rzeźb, z których osiem eksponowanych jest w przestrzeni publicznej Mińska, jedna – Mołodeczna, a kopia jednej z nich – Mohylewa. Dzieła rzeźbiarza obejmują m.in. takie rzeźby jak:
- „Tania” (1981) – Narodowe Muzeum Sztuki Republiki Białorusi;
- „Wiera Choruża” (1982) – Narodowe Muzeum Sztuki Republiki Białorusi;
- Godło Republiki Białorusi (1996) – budynek Narodowego Banku Republiki Białorusi;
- „Nieznajoma” (1998) – Skwer Michajłowski;
- „Przypalający” (1999) – Skwer Michajłowski – rzeźbiarski portret producenta filmowego Władimira Gołynskiego[4];
- „Dziewczynka z parasolką” (2000) – Skwer Michajłowski – pomnik ofiar paniki na stacji metra „Niamiha” w 1999 roku[4];
- „Dama z pieskiem” (2001) – Komarowski Rynek (kopia rzeźby znajduje się przed wejściem do Teatru Dramatycznego w Mohylewie);
- „Fotograf” (2001) – Komarowski Rynek;
- „Załoga” (2004) – w pobliżu ratusza;
- „Huzar” (2004) – Muzeum Historii Miasta Mińska, dziedziniec wewnętrzny (taka sama rzeźba znajduje się w Pawłohradzie na Ukrainie jako pomnik porucznika Rżewskiego)[5];
- „Architekt” (2006) – plac Niepodległości[2];
- „Złota koniczyna” (2011) – część fontanny na głównym placu Mołodeczna[6], uruchomionej jesienią 2011 roku z okazji święta Dożynek[7];
- „Na zakupach” (2011) – przed Centralnym Domem Towarowym[8];

W Mołodecznie natomiast na głównym placu stoi rzeźba „Złota koniczyna”. Jego prace były pierwszymi rzeźbami w przestrzeni publicznej Mińska, które nie niosły ze sobą politycznego czy propagandowego przesłania, nie były ustawione na cokołach, lecz bezpośrednio na miejskich chodnikach. W ten sposób łamał stereotypy dotyczące roli rzeźby w mieście. Dzieła Żbanaua są popularnymi i rozpoznawalnymi obiektami, przy których chętnie fotografują się mieszkańcy miasta i turyści.

## Nagrody
- I nagroda i medal na wystawie „Wysokie Technologie” w kategorii „Najlepsze rozwiązanie awangardowe” (Petersburg, 2001);
- Medal Białoruskiego Związku Artystów (2004);
- Gramota Pochwalna Mińskiej Miejskiej Rady Deputowanych (2005)[2].

## Krytyka
Fontanna z rzeźbą „Złota koniczyna” w Mołodecznie wywołała protesty ze strony niektórych mieszkańców miasta. Oburzenie wywołała nagość przedstawionych w niej dwojga młodych ludzi, a także fakt, że pod jej budowę wycięto wierzby. Na liście protestacyjnej zebrano ok. 100 podpisów.

## Życie prywatne
Uładzimir Żbanau miał żonę Żannę.